# キンギョハナダイ
キンギョハナダイ（Pseudanthias squamipinnis） は、ハナダイ科に分類される魚類の一種。インド太平洋に広く分布し、美しい体色から観賞魚として人気である。

## 分布
紅海を含むインド洋西部から、日本、オーストラリア南東部までの太平洋に分布する。ペルシア湾とオマーンでの記録は無い。日本では相模湾以南の太平洋岸、伊豆諸島、小笠原諸島、琉球列島で見られる。

## 形態
体は側扁した楕円形。顕著な性的二型を示し、雌は最大7cm、体色は鮮やかな赤橙色で、目の下に紫色の縦帯が入る。雄は最大15cm、体色は赤紫色で、胸鰭に赤い斑点があり、尾鰭の上下と背鰭の第3棘が糸状に伸びる。背鰭と尻鰭の縁は暗色。ハナダイギンポは本種と体色が似ており、擬態していると考えられる。

## 生態
水深35 mまでのラグーン、岩礁やサンゴ礁に生息する。大きな群れを作って泳いでおり、スズメダイ科の種と混じって泳いでいる時もある。主に動物プランクトンを食べる。ユカタハタに捕食される。
雌性先熟の雌雄同体で、生まれたときは全て雌であるが、成長すると雄に性転換する。雄と5 - 10匹の雌から成るハレムで生活し、雄が死ぬか離れると、力のある雌がホルモン的、身体的に変化して新しい雄になる。この変化は数週間から数ヶ月で起こる。産卵は紅海では12月から2月の間、日没時に行われる。

## 利用
食用になるが、雑魚扱いされる。美しいため観賞魚として飼育される（熱帯魚）。

## 名称
別名はウミキンギョ（海金魚）、コンゴウハナダイ（金剛花鯛）。「キンギョハナダイ」や「ウミキンギョ」の名は金魚に似ていることから。英語では日本語と同様の意味で「Sea goldie」と呼ばれる他、orange basslet、lyretail coralfish、onestripe goldie、lyretail anthias、lyretail fairy basslet、orange fairy basslet、orange seaperch、scalefin basslet、scalefin Fairy basslet、scalefin anthias、単に「goldfish（キンギョ）」ともいう。「anthias」や「anthia」はハナダイという意味で、「coralfish」はサンゴ礁に棲む魚という意味。「Scalefin」は鱗の鰭という意。
「lyretail」は竪琴のような尾という意味。

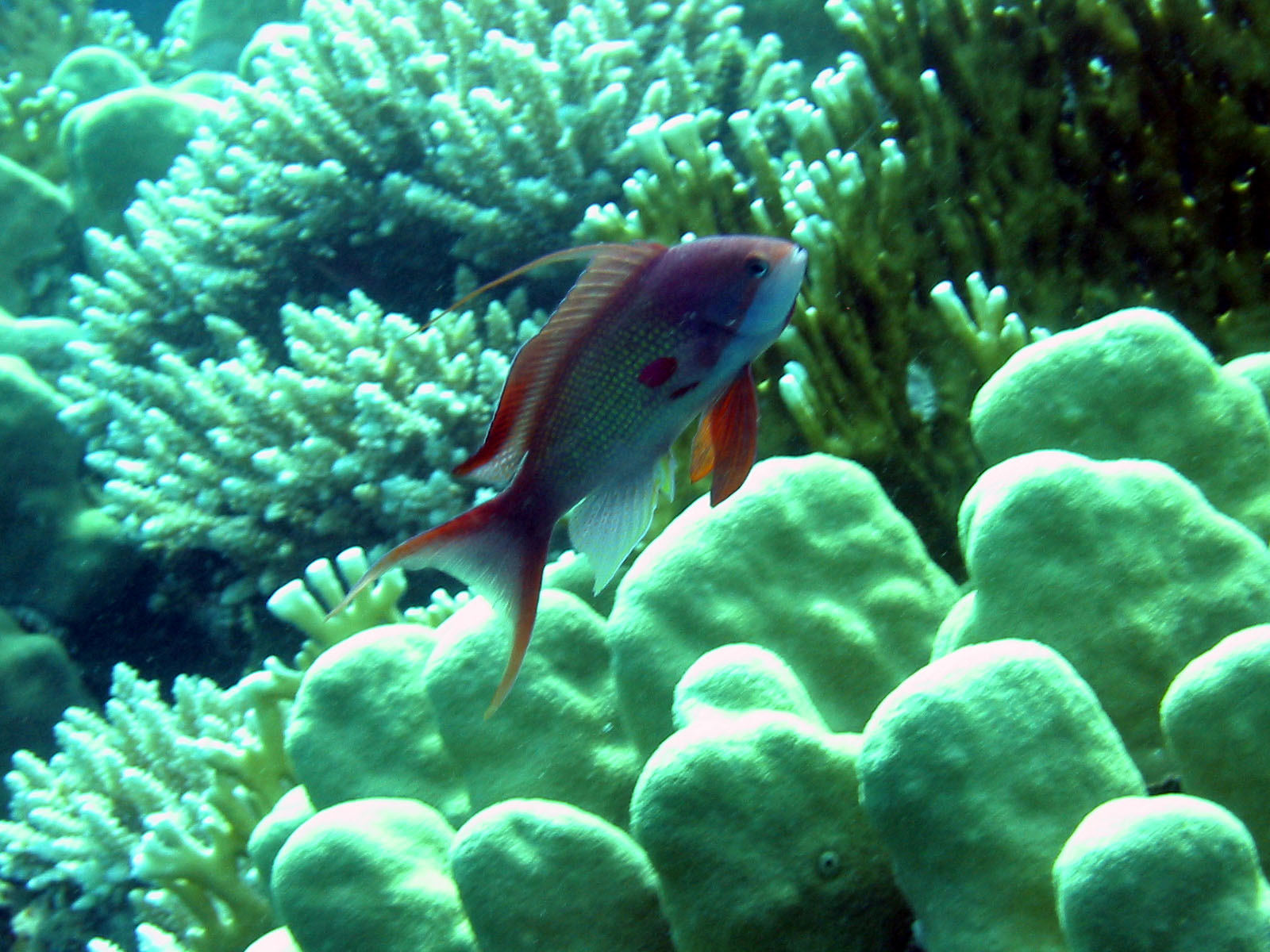
尾が竪琴のようになっている。
雄の個体、ダハブ

## ギャラリー

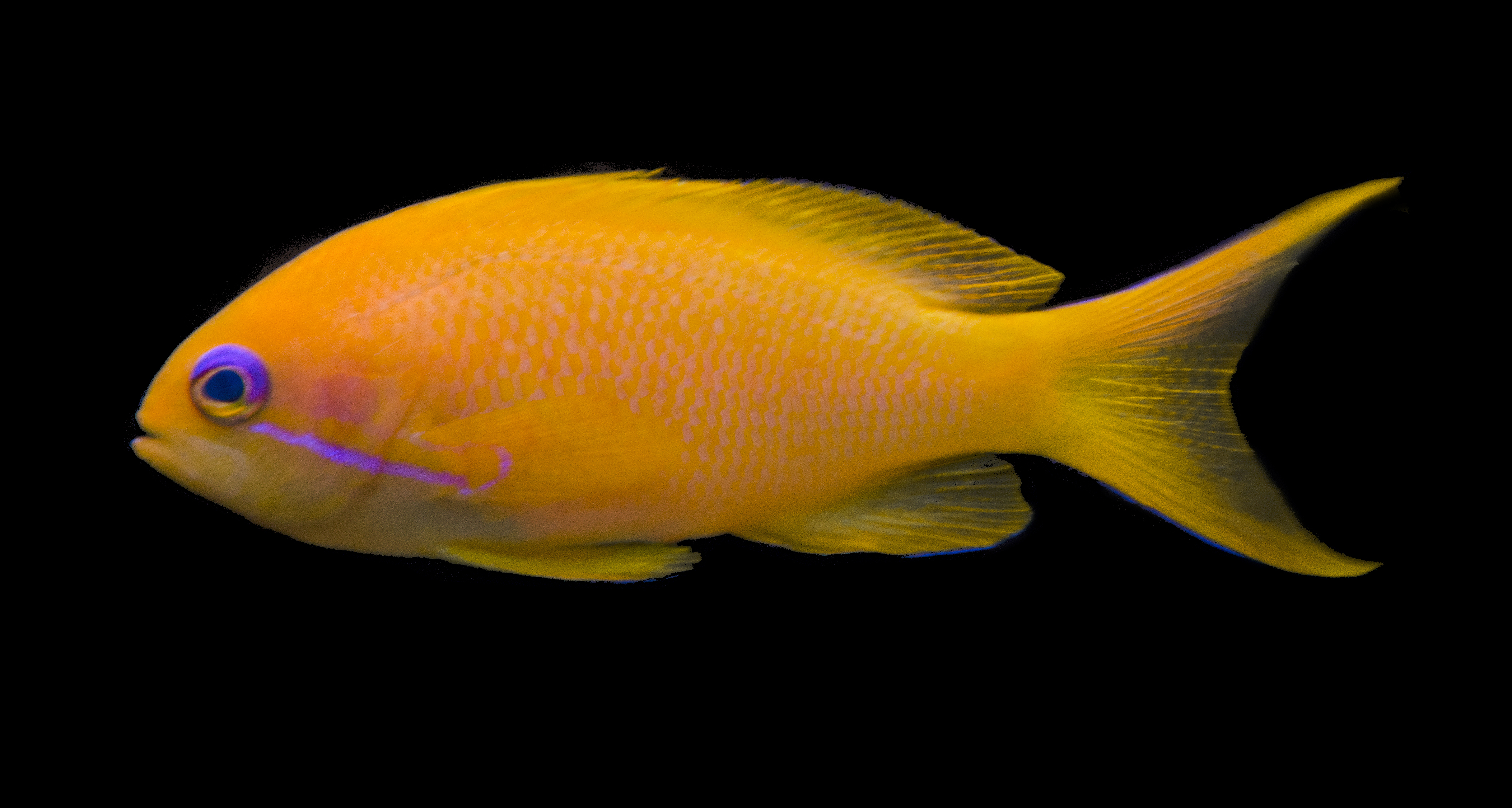
雌の個体
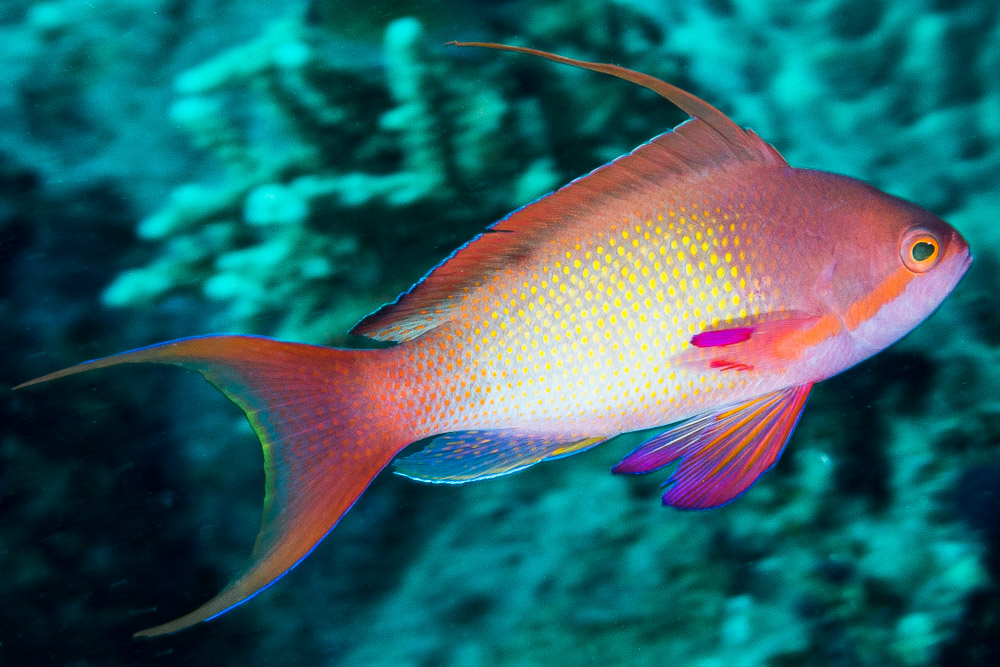
雄の個体
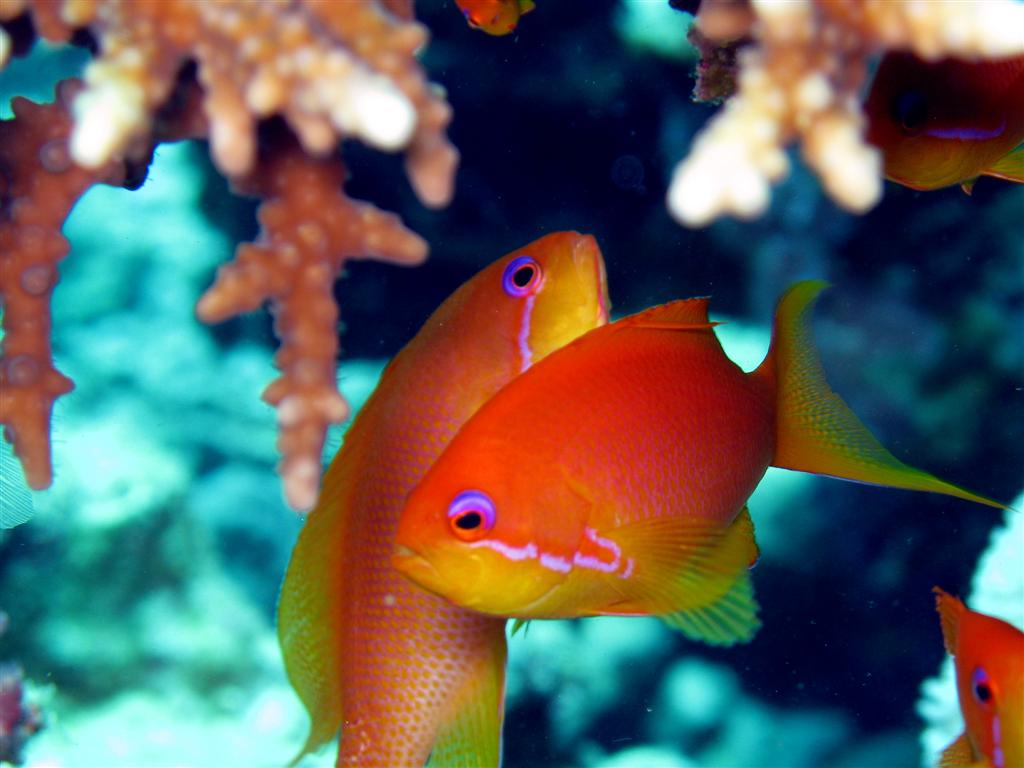
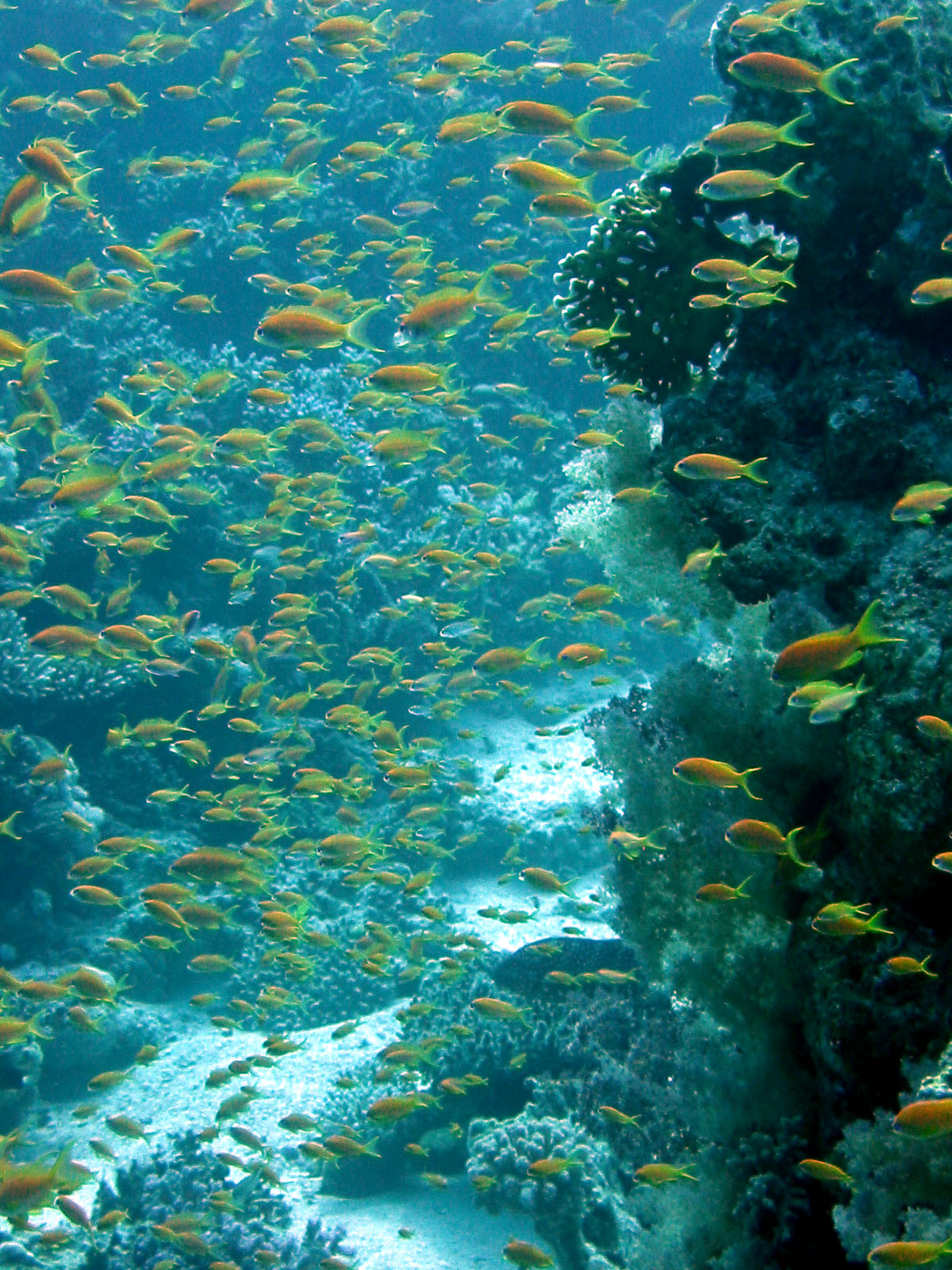
群れ